# Амагаєв Матвій Інокентійович
Матвій Інокентійович Амагаєв (псевдонім Амуга; 18 [30] червня 1897, улус Доодо-Наймагут, Іркутська губернія — 18 серпня 1944 року, Комі АРСР) — політичний діяч Бурятії, один з керівників бурятського національного руху, перший Голова ЦВК Бурят-Монгольської АРСР; сходознавець, економіст і політолог.

## Біографія

### Дитинство
Народився шостим (молодшим) дитиною в багатій, але скоро розорилася, селянській родині. Після смерті матері (1900) і батька (1904) жив у брата Іллі, з дитячих років працював по господарству.
У Більчирському бурятському училищі вивчив російську мову. У 1915 році організував сільськогосподарський гурток, в якому вів культурно-просвітницьку роботу серед населення. У 1917 р. закінчив Іркутську учительську семінарію. У травні 1917 року вступив в Іркутську організацію РСДРП; в ряді сільських товариств організував Ради. До лютого 1918 р. працював вчителем в Іркутській губернії, за травень 1918 р. — головою Ехірит-Булагатського аймачного суду, потім — інструктором-пропагандистом ЦВК Рад Сибіру (Центросибір).
З початком Громадянської війни перебував на підпільній роботі в Маньчжурії. З січня по серпень 1920 р. був членом Виконавчого комітету Пролетарської культурно-просвітницької організації у Владивостоці. Навчався у Владивостоцькому учительському інституті і одночасно на юридичному факультеті Далекосхідного університету.
З серпня 1920 р. — голова Ангарського аймачного революційного комітету, згодом — голова Виконавчого комітету Агінського аймачної Ради; безпосередньо брав участь в придушенні куркульського повстання на Ангарському аймаку.
У квітні 1921 року було ухвалено рішення про необхідність створення тимчасового Бурятського ЦК під головуванням М. Н. Єрбанова. Амагаєв увійшов до складу комітету, будучи заступником голови.
Амагаєв спільно з Єрбановым та іншими членами комітету займався розробкою «Положення про Центральний Комітеті бурят-монголів Східного Сибіру», про його відносини його з органами Радянської влади Іркутської губернії і народно-революційної влади Далекосхідної Республіки, а також розробкою проектів про органи управління Радянської Бурятської автономної області.
У січні 1922 року одночасно був призначений міністром національних справ уряду Далекосхідної Республіки. Як великий політичний діяч він вносить істотний внесок у вирішення загальнополітичних питань Далекосхідної Республіки. Найбільший внесок вніс до вирішення національного питання.
Після закінчення Громадянської війни і входу Далекосхідної Республіки до складу РРФСР управління Бурят-Монгольської автономної області ухвалило рішення про саморозпуск і передачу всієї влади освіченому Революційному комітету Бурят-Монгольської автономної області.
Головою комітету став М. І. Амагаєв. За його ініціативою президія Бурят-Монгольської обкому РКП(б) 20 листопада 1922 року винесла рішення про створення партійної організації в Бурятській автономній області Далекого Сходу.
Після утворення Бурят-Монгольської Автономної Радянської Соціалістичної Республіки головою президії ЦВК був обраний М. І. Амагаев.
З 1924 до 1927 року працював на різних посадах в народній Монголії: член  Малого хуралу Монголії, уповноважений Виконавчого комітету Комуністичного Інтернаціоналу в Монголії, радник Міністерства фінансів Монголії, голова Економічної Ради Монголії та Туви, співредактор журналу «Господарство Монголії». В 1928—1930 рр. працював у Народному комісаріаті зовнішньої і внутрішньої торгівлі СРСР, був головою акціонерного товариства «Востоккино».
У 1930—1932 рр. навчався на факультеті історії Інституту Червоної професури; одночасно викладав на кафедрі партійного будівництва Комуністичного університету трудящих Сходу, читав курс історії монгольського національно-революційного руху в Московському інституті сходознавства.
У листопаді 1932 був відкликаний з навчання і призначений ректором Ленінградського інституту живих східних мов. Н. Поппе, багато спілкувавшись з Амагаєвим і користуючись його довірою, відзначав в ньому природний розум і політичну проникливість, неортодоксальність мислення.. У 1935 році став професором. У січні 1935 року отримав суворий партійний догану «за слабке вивчення складу інституту, притуплення пильності, нечітке керівництво життям» інституту. У 1936 році одночасно призначений тимчасово виконуючим обов'язки директора Курсів національних меншин Радянського Сходу при ВЦВК.
Заарештований 30 вересня 1937 року. 19 лютого 1940 р. за ст. 58-1а, 7, 11 КК РРФСР засуджений до 8 років позбавлення волі; покарання відбував у 39-му табірному пункті Севжелдорлага, Комі АРСР. Помер в ув'язненні 18 серпня 1944 року.
Реабілітований у 1956 році.

## Наукова діяльність
В останні роки життя готував монографію «Історія революційного руху в Монголії».

### Вибрані праці
- Сучасна Монголія // Життя Бурятії. — 1924. — № 2/3. — С. 6-9.
- Монголія на шляхах реформ // Життя Бурятії. — 1925. — № 9/12. — С. 4-10.
- (Амуга). Чергові завдання господарської політики у зв'язку з грошовою реформою // ХМ. — 1926. — № 2. — С. 1-7.
- До питання про шляхи і перспективи соціально-економічного розвитку Монголії: (З доповіді тов. Амуга на 5-му з'їзді МНРП) // ХМ. — 1926. — № 4/5. — С. 1-16.
- 1-я Монгольський ярмарок // ХМ. — 1927. — № 1. — С. 3-5.
- П'ятирічний план розвитку народного господарства та завдання масової школи. — Верхньоудинськ, 1930.